# Дисульфид тория
Дисульфид тория — бинарное неорганическое соединение
тория и серы
с формулой ThS2,
кристаллы.

## Получение
- Нагревание стехиометрических количеств чистых веществ в вакууме [1]:

{\displaystyle {\mathsf {Th+2S\ {\xrightarrow {600-800^{o}C}}\ ThS_{2}}}}

## Физические свойства
Дисульфид тория образует кристаллы
ромбической сингонии, пространственная группа P nma, параметры ячейки a = 0,4276 нм, b = 0,7276 нм, c = 0,8634 нм, Z = 4,
структура типа дихлориди свинца PbCl2
.
Соединение плавится при температуре 1905°C.